# Peru na Letnich Igrzyskach Olimpijskich 1900
Peru na Letnich Igrzyskach Olimpijskich 1900 w Paryżu było reprezentowane przez jednego szermierza – Carlosa de Candamo, jednakże reprezentacja nie jest uwzględniania przez Międzynarodowy Komitet Olimpijski.

## Wyniki

### Szermierka
floret amatorzy
- Carlos de Candamo – miejsca 25–34

szpada amatorzy
- Carlos de Candamo – miejsca 35–104